# Daniel Pancu
Daniel Gabriel Pancu (Iași, 17 agosto 1977) è un allenatore di calcio ed ex calciatore rumeno, attuale commissario tecnico della nazionale Under-21 rumena.

## Carriera

### Club
Nell'estate 1999 lascia il Rapid Bucarest per trasferirsi in Italia al Cesena con cui disputa il campionato di Serie B 1999-2000, mettendo a segno 3 reti. Dopo un anno ritorna in patria nuovamente tra le file del Rapid Bucarest.

### Nazionale
Ha collezionato 28 presenze e 9 reti con la nazionale maggiore rumena.

## Statistiche

### Cronologia presenze e reti in nazionale
| Cronologia completa delle presenze e delle reti in nazionale ― Romania | Cronologia completa delle presenze e delle reti in nazionale ― Romania | Cronologia completa delle presenze e delle reti in nazionale ― Romania | Cronologia completa delle presenze e delle reti in nazionale ― Romania | Cronologia completa delle presenze e delle reti in nazionale ― Romania | Cronologia completa delle presenze e delle reti in nazionale ― Romania | Cronologia completa delle presenze e delle reti in nazionale ― Romania | Cronologia completa delle presenze e delle reti in nazionale ― Romania |
| Data                                                                   | Città                                                                  | In casa                                                                | Risultato                                                              | Ospiti                                                                 | Competizione                                                           | Reti                                                                   | Note                                                                   |
| ---------------------------------------------------------------------- | ---------------------------------------------------------------------- | ---------------------------------------------------------------------- | ---------------------------------------------------------------------- | ---------------------------------------------------------------------- | ---------------------------------------------------------------------- | ---------------------------------------------------------------------- | ---------------------------------------------------------------------- |
| 6-10-2001                                                              | Bucarest                                                               | Romania                                                                | 1 – 1                                                                  | Georgia                                                                | Qual. Mondiali 2002                                                    | -                                                                      | 70’                                                                    |
| 10-11-2001                                                             | Lubiana                                                                | Slovenia                                                               | 2 – 1                                                                  | Romania                                                                | Qual. Mondiali 2002                                                    | -                                                                      | 90’                                                                    |
| 14-11-2001                                                             | Bucarest                                                               | Romania                                                                | 1 – 1                                                                  | Slovenia                                                               | Qual. Mondiali 2002                                                    | -                                                                      | 59’                                                                    |
| 13-2-2002                                                              | Saint-Denis                                                            | Francia                                                                | 2 – 1                                                                  | Romania                                                                | Amichevole                                                             | -                                                                      | 70’                                                                    |
| 27-3-2002                                                              | Costanza                                                               | Romania                                                                | 4 – 1                                                                  | Ucraina                                                                | Amichevole                                                             | 2                                                                      | 46’                                                                    |
| 21-8-2002                                                              | Costanza                                                               | Romania                                                                | 0 – 1                                                                  | Grecia                                                                 | Amichevole                                                             | -                                                                      | 46’                                                                    |
| 12-10-2002                                                             | Bucarest                                                               | Romania                                                                | 0 – 1                                                                  | Norvegia                                                               | Qual. Euro 2004                                                        | -                                                                      | 85’                                                                    |
| 16-10-2002                                                             | Lussemburgo                                                            | Lussemburgo                                                            | 0 – 7                                                                  | Romania                                                                | Qual. Euro 2004                                                        | -                                                                      | 46’                                                                    |
| 20-11-2002                                                             | Timișoara                                                              | Romania                                                                | 0 – 1                                                                  | Croazia                                                                | Amichevole                                                             | -                                                                      | 22’ 31’                                                                |
| 12-2-2003                                                              | Larnaca                                                                | Romania                                                                | 2 – 1                                                                  | Slovacchia                                                             | Torneo di Cipro 2003 - Semifinale                                      | -                                                                      |                                                                        |
| 29-3-2003                                                              | Bucarest                                                               | Romania                                                                | 2 – 5                                                                  | Danimarca                                                              | Qual. Euro 2004                                                        | -                                                                      | 68’                                                                    |
| 7-6-2003                                                               | Craiova                                                                | Romania                                                                | 2 – 0                                                                  | Bosnia ed Erzegovina                                                   | Qual. Euro 2004                                                        | -                                                                      | 52’                                                                    |
| 11-6-2003                                                              | Oslo                                                                   | Norvegia                                                               | 1 – 1                                                                  | Romania                                                                | Qual. Euro 2004                                                        | -                                                                      | 86’                                                                    |
| 20-8-2003                                                              | Donec'k                                                                | Ucraina                                                                | 0 – 2                                                                  | Romania                                                                | Amichevole                                                             | -                                                                      | 85’                                                                    |
| 6-9-2003                                                               | Ploiești                                                               | Romania                                                                | 4 – 0                                                                  | Lussemburgo                                                            | Qual. Euro 2004                                                        | 1                                                                      | 76’                                                                    |
| 10-9-2003                                                              | Copenaghen                                                             | Danimarca                                                              | 2 – 2                                                                  | Romania                                                                | Qual. Euro 2004                                                        | 1                                                                      |                                                                        |
| 11-10-2003                                                             | Bucarest                                                               | Romania                                                                | 1 – 1                                                                  | Giappone                                                               | Amichevole                                                             | -                                                                      | 31’ 82’                                                                |
| 16-11-2003                                                             | Ancona                                                                 | Italia                                                                 | 1 – 0                                                                  | Romania                                                                | Amichevole                                                             | -                                                                      | 81’                                                                    |
| 18-2-2004                                                              | Larnaca                                                                | Romania                                                                | 3 – 0                                                                  | Georgia                                                                | Torneo di Cipro 2004 - Quarti di finale                                | -                                                                      | 43’                                                                    |
| 31-3-2004                                                              | Glasgow                                                                | Scozia                                                                 | 1 – 2                                                                  | Romania                                                                | Amichevole                                                             | 1                                                                      | 89’                                                                    |
| 4-9-2004                                                               | Craiova                                                                | Romania                                                                | 2 – 1                                                                  | Macedonia                                                              | Qual. Mondiali 2006                                                    | 1                                                                      | 63’                                                                    |
| 8-9-2004                                                               | Craiova                                                                | Andorra                                                                | 1 – 5                                                                  | Romania                                                                | Qual. Mondiali 2006                                                    | 2                                                                      | 43’                                                                    |
| 9-10-2004                                                              | Praga                                                                  | Rep. Ceca                                                              | 1 – 0                                                                  | Romania                                                                | Qual. Mondiali 2006                                                    | -                                                                      | 62’ 75’                                                                |
| 9-2-2005                                                               | Larnaca                                                                | Slovacchia                                                             | 2 – 2                                                                  | Romania                                                                | Amichevole                                                             | 1                                                                      | 55’                                                                    |
| 26-3-2005                                                              | Bucarest                                                               | Romania                                                                | 0 – 2                                                                  | Paesi Bassi                                                            | Qual. Mondiali 2006                                                    | -                                                                      |                                                                        |
| 30-3-2005                                                              | Skopje                                                                 | Macedonia                                                              | 1 – 2                                                                  | Romania                                                                | Qual. Mondiali 2006                                                    | -                                                                      |                                                                        |
| 4-6-2005                                                               | Rotterdam                                                              | Paesi Bassi                                                            | 2 – 0                                                                  | Romania                                                                | Qual. Mondiali 2006                                                    | -                                                                      | 42’                                                                    |
| Totale                                                                 |                                                                        | Presenze                                                               | 27                                                                     |                                                                        | Reti                                                                   | 9                                                                      |                                                                        |

## Palmarès

### Giocatore

#### Competizioni nazionali
- Campionato rumeno: 1

Rapid Bucarest: 1998-1999
- Coppa di Romania: 3

Rapid Bucarest: 1997-1998, 2001-2002, 2005-2006
- Supercoppa di Romania: 2

Rapid Bucarest: 1999, 2002
- Campionato turco: 1

Beşiktaş: 2002-2003

### Allenatore

#### Competizioni nazionali
- Liga III: 1

Rapid Bucarest: 2018-2019